# Ole Christian Veiby
Ole Christian Veiby (Kongsvinger, Noruega, 17 de junio de 1996) es un piloto de rally y rallycross noruego. Actualmente compite en el campeonato de WRC-2 con un Volkswagen Polo GTI R5. 

## Trayectoria

### Inicios
Ole Christian Veiby heredó el interés de su padre Erik en los deportes de motor y entró al mundo del karting a la edad de 14 años. En su temporada debut, se convirtió en campeón noruego de crosskart en la categoría de 125 cc y también ganó la Copa IC en crosskart en el mismo año. Al año siguiente, pasó a la categoría de 250 cc y completó la temporada con el tercer puesto en el campeonato noruego y otra victoria más en la Copa IC.

### 2014
Ole Christian Veiby hizo su debut en el Campeonato Mundial de Rally en el Rally Cataluña de 2014, no finalizó el rally debido a un problema de motor con su Citroën DS3 R3T que lo obligó a retirarse. Esto fue seguido por una excelente rendimiento en el Rally de Gran Bretaña 2014, en el que resultó 5º en su clase y 34º en la clasificación general.

### 2015
En 2015, Veiby compitió en la temporada completa en el Campeonato Mundial de Rally Junior con un Citroën DS3 R3. Él consiguió la victoria en el Rally de Gran Bretaña, finalizando segundo en la clasificación general. Junto con su copiloto Anders Jaeger, también compitió en el WRC 3, donde también terminó segundo en la clasificación general consiguiendo la victoria en el Rally de Suecia y el Rally de Gran Bretaña. Además, compitió en el Campeonato de Europa de Rallycross con un Volkswagen Polo RX, su única victoria se dio en el EuroRX de Barcelona, terminó el campeonato tercero detrás de Tommy Rustad y Jérôme Grosset-Janin.

### 2016
Veiby comenzó la temporada 2016 con una increíble victoria en WRC-3 en el Rally de Montecarlo con el Citroën DS3 R3T, además ganó el Rally de Finlandia y consiguió un podio en el Rally de Polonia, finalizó la temporada en la quinta posición con 73 puntos. En el JWRC compitió en 5 de los 6 eventos de la temporada, consiguiendó una victoria en Finlandia, terminando así la temporada en la cuarta posición con 62 puntos. Durante la temporada, también hizo su debut con un coche con tracción en las cuatro ruedas en el WRC-2, corriendo con el Škoda Fabia R5 del equipo Printsport, terminó los Rallys de Suecia, Cataluña y Gran Bretaña de WRC-2 entre los seis mejores.

### 2017
En 2017, Veiby y su copiloto Stig Rune Skjærmoen fueron contratados por Škoda Motorsport para competir en el Asia-Pacific Rally Championship en un Škoda Fabia R5. Después de los cinco eventos programados, acumularon dos victorias, dos segundos lugares y un tercer lugar. En la clasificación general, quedaron en segundo lugar en el campeonato, después de luchar hasta la última prueba con el a la postre campeón Gaurav Gill. La pareja noruega también compitió en cinco rallys de WRC-2, con una victoria en el Rally de Polonia y podios en los rallys de Suecia y Cerdeña como mejores resultados, finalizándo la temporada en la sexta posición con 68 puntos.

## Victorias

### Victorias en el WRC-2
| # | Rally                  | Temp. | Copiloto            | Auto           |
| - | ---------------------- | ----- | ------------------- | -------------- |
| 1 | ORLEN 74. Rajdu Polski | 2017  | Stig Rune Skjærmoen | Škoda Fabia R5 |
| 2 | 67th Rally Sweden      | 2019  | Jonas Andersson     | VW Polo GTI R5 |

### Victorias en el WRC-3
| # | Rally                               | Temp. | Copiloto            | Auto            |
| - | ----------------------------------- | ----- | ------------------- | --------------- |
| 1 | 63rd Rally Sweden                   | 2015  | Anders Jæger        | Citroën DS3 R3T |
| 2 | 71st Wales Rally GB                 | 2015  | Anders Jæger        | Citroën DS3 R3T |
| 3 | 84ème Rallye Automobile Monte-Carlo | 2016  | Jonas Andersson     | Citroën DS3 R3T |
| 4 | 66. Neste Rally Finland             | 2016  | Stig Rune Skjærmoen | Citroën DS3 R3T |

### Victorias en el JWRC
| # | Rally                   | Temp. | Copiloto            | Auto            |
| - | ----------------------- | ----- | ------------------- | --------------- |
| 1 | 71st Wales Rally GB     | 2015  | Anders Jæger        | Citroën DS3 R3T |
| 2 | 66. Neste Rally Finland | 2016  | Stig Rune Skjærmoen | Citroën DS3 R3T |

### Victorias en elERX
| # | Rally                | Temp. | Categoría | Auto            |
| - | -------------------- | ----- | --------- | --------------- |
| 1 | Euro RX of Barcelona | 2015  | Supercar  | Volkswagen Polo |

## Estadísticas

### Resultados en el Campeonato Mundial de Rally
| Año  | Equipo                 | Automóvil             | 1       | 2      | 3      | 4       | 5      | 6      | 7       | 8       | 9       | 10    | 11     | 12      | 13     | 14    | Pos. | Puntos |
| ---- | ---------------------- | --------------------- | ------- | ------ | ------ | ------- | ------ | ------ | ------- | ------- | ------- | ----- | ------ | ------- | ------ | ----- | ---- | ------ |
| 2014 | Ole Christian Veiby    | Citroën DS3 R3T       | MON     | SWE    | MEX    | POR     | ARG    | ITA    | POL     | FIN     | GER     | AUS   | FRA    | ESP Ret | GBR 34 |       | -    | 0      |
| 2015 | Printsport             | Citroën DS3 R3T       | MON 25  | SWE 21 | MEX    | ARG     | POR 35 | ITA    | POL     | FIN 22  | GER     | AUS   | FRA 95 | ESP 48  | GBR 23 |       | -    | 0      |
| 2016 | Printsport             | Citroën DS3 R3T       | MON 19  |        |        |         | POR 40 | ITA    | POL 29  | FIN 19  | GER 67  | CHN C | FRA 31 |         |        |       | -    | 0      |
| 2016 | Printsport             | Škoda Fabia R5        |         | SWE 16 | MEX    | ARG     |        |        |         |         |         |       |        | ESP 28  | GBR 19 | AUS   | -    | 0      |
| 2017 | Printsport             | Škoda Fabia R5        | MON     | SWE 11 | MEX    | FRA 14  | ARG    | POR    | ITA 11  | POL 12  | FIN Ret | GER   | ESP 10 |         |        |       | 23º  | 1      |
| 2017 | Škoda Motorsport       | Škoda Fabia R5        |         |        |        |         |        |        |         |         |         |       |        | GBR 37  | AUS    |       | 23º  | 1      |
| 2018 | Ole Christian Veiby    | Škoda Fabia R5        | MON Ret |        |        |         | ARG 11 |        |         |         |         |       |        |         |        |       | -    | 0      |
| 2018 | Škoda Motorsport       | Škoda Fabia R5        |         | SWE 13 | MEX    |         |        | POR    |         | FIN Ret |         | TUR   |        |         |        |       | -    | 0      |
| 2018 | Škoda Motorsport II    | Škoda Fabia R5        |         |        |        | FRA 12  |        |        | ITA 12  |         |         |       |        |         |        |       | -    | 0      |
| 2018 | Printsport             | Škoda Fabia R5        |         |        |        |         |        |        |         |         | GER 17  |       |        |         |        |       | -    | 0      |
| 2018 | PH Sport               | Citroën C3 R5         |         |        |        |         |        |        |         |         |         |       | GBR 26 | ESP 20  | AUS    |       | -    | 0      |
| 2019 | Ole Christian Veiby    | VW Polo GTI R5        | MON 12  | SWE 9  | MEX    | FRA Ret | ARG    | CHL    | POR Ret | ITA 20  | FIN     | GER   | TUR    | GBR 35  | ESP 16 | AUS C | 22º  | 2      |
| 2020 | Hyundai Motorsport N   | Hyundai NG i20 R5     | MON Ret | SWE 13 | MEX 10 | EST Ret | TUR    | ITA 24 |         |         |         |       |        |         |        |       | 24º  | 1      |
| 2020 | Hyundai 2C Competition | Hyundai i20 Coupe WRC |         |        |        |         |        |        | MNZ Ret |         |         |       |        |         |        |       | 24º  | 1      |
| 2021 | Hyundai Motorsport N   | Hyundai i20 NG R5     | MON     | ART 16 | CRO    | POR DNS | ITA WD | SAF    | EST     | FIN     | BEL     | GRE   | ESP    | MNZ     |        |       | -    | 0      |
| 2022 | Ole Christian Veiby    | VW Polo GTI R5        | MON     | SWE 8  | CRO    | POR     | ITA    | SAF    | EST     | FIN     | BEL     | GRE   | NZL    | ESP     | JPN    |       | 27º  | 4      |
| 2023 | Ole Christian Veiby    | VW Polo GTI R5        | MON     | SWE 9  | MEX    | CRO     | POR    | ITA    | SAF     | EST     | FIN     | GRE   | CHL    | EUR     | JPN    |       | 13º  | 2      |

### Resultados en el WRC-2
| Año  | Equipo               | Automóvil         | 1       | 2     | 3     | 4       | 5      | 6     | 7       | 8       | 9      | 10    | 11     | 12     | 13    | 14    | Pos. | Puntos |
| ---- | -------------------- | ----------------- | ------- | ----- | ----- | ------- | ------ | ----- | ------- | ------- | ------ | ----- | ------ | ------ | ----- | ----- | ---- | ------ |
| 2016 | Printsport           | Škoda Fabia R5    | MON     | SWE 6 | MEX   | ARG     | POR    | ITA   | POL     | FIN     | GER    | CHN C | FRA    | ESP 5  | GBR 6 | AUS   | 13º  | 26     |
| 2017 | Printsport           | Škoda Fabia R5    | MON     | SWE 3 | MEX   | FRA 5   | ARG    | POR   | ITA 2   | POL 1   | FIN WD | GER   | ESP    |        |       |       | 6º   | 68     |
| 2017 | Škoda Motorsport     | Škoda Fabia R5    |         |       |       |         |        |       |         |         |        |       |        | GBR 16 | AUS   |       | 6º   | 68     |
| 2018 | Škoda Motorsport     | Škoda Fabia R5    | MON     | SWE 3 | MEX   |         |        |       |         | FIN Ret | GER    | TUR   |        |        |       |       | 7º   | 47     |
| 2018 | Škoda Motorsport II  | Škoda Fabia R5    |         |       |       | FRA 4   | ARG    | POR   | ITA 2   |         |        |       |        |        |       |       | 7º   | 47     |
| 2018 | PH Sport             | Citroën C3 R5     |         |       |       |         |        |       |         |         |        |       | GBR 11 | ESP 9  | AUS   |       | 7º   | 47     |
| 2019 | Ole Christian Veiby  | VW Polo GTI R5    | MON 3   | SWE 1 | MEX   | FRA Ret | ARG    | CHL   | POR Ret | ITA 5   | FIN    | GER   | TUR    | GBR 11 | ESP 4 | AUS C | 6º   | 62     |
| 2020 | Hyundai Motorsport N | Hyundai NG i20 R5 | MON Ret | SWE 2 | MEX 3 | EST Ret | TUR    | ITA 2 | MNZ     |         |        |       |        |        |       |       | 5º   | 51     |
| 2021 | Hyundai Motorsport N | Hyundai i20 NG R5 | MON     | ART 5 | CRO   | POR DNS | ITA WD | SAF   | EST     | FIN     | BEL    | GRE   | ESP    | MNZ    |       |       | 16º  | 13     |
| 2022 | Ole Christian Veiby  | VW Polo GTI R5    | MON     | SWE 2 | CRO   | POR     | ITA    | SAF   | EST     | FIN     | BEL    | GRE   | NZL    | ESP    | JPN   |       | 20º  | 18     |
| 2023 | Ole Christian Veiby  | VW Polo GTI R5    | MON     | SWE 2 | MEX   | CRO     | POR    | ITA   | SAF     | EST     | FIN    | GRE   | CHL    | EUR    | JPN   |       | 4º   | 19     |

### Resultados en el WRC-3
| Año  | Equipo     | Coche           | 1     | 2     | 3   | 4   | 5     | 6   | 7     | 8     | 9      | 10    | 11    | 12    | 13    | 14  | Pos. | Puntos |
| ---- | ---------- | --------------- | ----- | ----- | --- | --- | ----- | --- | ----- | ----- | ------ | ----- | ----- | ----- | ----- | --- | ---- | ------ |
| 2015 | Printsport | Citroën DS3 R3T | MON 3 | SWE 1 | MEX | ARG | POR 5 | ITA | POL   | FIN 3 | GER    | AUS   | FRA 6 | ESP 9 | GBR 1 |     | 2º   | 98     |
| 2016 | Printsport | Citroën DS3 R3T | MON 1 | SWE   | MEX | ARG | POR 8 | ITA | POL 3 | FIN 1 | GER 12 | CHN C | FRA 8 | ESP   | GBR   | AUS | 5º   | 73     |

### Resultados en el JWRC
| Año  | Equipo              | Automóvil       | 1     | 2     | 3     | 4     | 5     | 6     | 7     | Pos. | Puntos |
| ---- | ------------------- | --------------- | ----- | ----- | ----- | ----- | ----- | ----- | ----- | ---- | ------ |
| 2015 | Ole Christian Veiby | Citroën DS3 R3T | MON 3 | POR 5 | POL   | FIN 3 | FRA 4 | ESP 7 | GBR 1 | 2º   | 83     |
| 2016 | Ole Christian Veiby | Citroën DS3 R3T | POR 5 | POL 3 | FIN 1 | GER 5 | FRA 7 | GBR   |       | 4º   | 62     |

### Resultados en el Campeonato Mundial de Rallycross

#### Supercar/RX1e
| Año  | Equipo                     | Automóvil            | 1     | 2     | 3     | 4     | 5      | 6      | 7     | 8     | 9     | 10    | 11  | 12  | 13     | Pos. | Puntos |
| ---- | -------------------------- | -------------------- | ----- | ----- | ----- | ----- | ------ | ------ | ----- | ----- | ----- | ----- | --- | --- | ------ | ---- | ------ |
| 2014 | Volkswagen Dealer Team KMS | Volkswagen Polo      | POR   | GBR   | NOR   | FIN   | SWE 21 | BEL 18 | CAN   | FRA   | GER   | ITA   | TUR | ARG |        | 56.º | 0      |
| 2015 | Volkswagen Team Sweden     | Volkswagen Polo      | POR   | HOC   | BEL   | GBR   | GER    | SWE 9  | CAN   | NOR   | FRA   | BAR   | TUR | ITA | ARG 10 | 19º  | 19     |
| 2022 | Kristoffersson Motorsport  | Volkswagen Polo RX1e | NOR 3 | LAT 4 | LAT 3 | POR 2 | POR 2  | BEL 8  | BEL 5 | BAR 6 | BAR 3 | GER 4 |     |     |        | 4º   | 124    |

### Resultados en el Campeonato de Europa de Rallycross

#### Supercar
| Año  | Equipo                     | Automóvil       | 1     | 2     | 3      | 4     | 5     | Pos. | Puntos |
| ---- | -------------------------- | --------------- | ----- | ----- | ------ | ----- | ----- | ---- | ------ |
| 2014 | Volkswagen Dealer Team KMS | Volkswagen Polo | GBR   | NOR   | BEL 10 | GER   | ITA   | 29º  | 7      |
| 2015 | Volkswagen Team Sweden     | Volkswagen Polo | BEL 2 | GER 7 | NOR 18 | BAR 1 | ITA 3 | 3º   | 86     |